# Gens Víl·lia
La gens Víl·lia (en llatí: Villia gens) va ser una gens romana d'origen plebeu. La primera vegada que un membre de la família apareix en la història és el 449 aC, i només un membre de la gens va obtenir el consolat: Publi Vil·li Tàpul, cònsol l'any 199 aC.
Hom coneix dues branques de la gens: els Vil·li Annal i els Vil·li Tàpul. Els membres d'èpoques més antigues no portaven cap cognom.

## Membres
- Api Vil·li, tribú de la plebs el 449 aC[2]
- Gai Vil·li, amic de Tiberi Semproni Grac, assassinat el 133 aC

Branca dels Vil·li Tàpul
- Luci Vil·li Tàpul, edil plebeu el 213 aC i pretor el 199 aC a Sardenya
- Publi Vil·li Tàpul, cònsol el 199 aC, tal vegada germà de l'anterior

Branca dels Vil·li Annal
- Luci Vil·li Annal, tribú de la plebs el 179 aC, promotor de la lex Villia Annalis, que fixava l'any en què començava la magistratura; per això rebé el cognom d'Annal, i a partir d'aquí tots els seus descendents.
- Sext Vil·li Annal, amic de Titus Anni Miló
- Luci Vil·li Annal, pretor el 43 aC, proscrit pels triumvirs